# Marcel Desailly
Marcel Desailly (født 7. september 1968) er en ghanesiskfødt, fransk tidligere fodboldspiller, der i perioden 1993-2004 spillede ikke færre end 116 landskampe og scorede 3 mål. På klubplan var han frem til 1993 knyttet til flere franske klubber, men har herefter spillet i italienske AC Milan (1993-1998), Chelsea F.C. (1998-2004) samt i to klubber i Qatar. Han sluttede karrieren i 2005. Han er gift og har et barn.